# Триплатинамагний
Триплатинамагний — бинарное неорганическое соединение
платины и магния
с формулой MgPt3,
кристаллы.

## Получение
- Сплавление стехиометрических количеств чистых веществ [1]:

{\displaystyle {\mathsf {3Pt+Mg\ {\xrightarrow {1100^{o}C}}\ MgPt_{3}}}}

## Физические свойства
Триплатинамагний образует кристаллы
кубической сингонии,
пространственная группа P m3m,
параметры ячейки a = 0,3906 нм, Z = 1,
структура типа тримедьзолота AuCu3
.
Соединение образуется по перитектической реакции при температуре 1100 °C
и имеет область гомогенности 71,6÷75,5 ат.% платины.